# Стирлинг, Патрик
Патрик Стирлинг (англ. Patrick Stirling; 29 июня 1820, Килмарнок, Шотландия — 11 ноября 1895, Донкастер, Англия) — британский инженер шотландского происхождения, конструктор паровозов. Сын Роберта Стирлинга, изобретателя двигателя Стирлинга. С 1866 по 1895 год занимал пост локомотивного суперинтенданта Great Nortern Railway, создал один из самых быстрых паровозов своего времени — Stirling Single.

## Биография
Родился в семье священника и инженера Роберта Стирлинга. Техническую специальность освоил на заводе в Данди в компании Urquhart Lindsay & Co под началом дяди, Джеймса Стирлинга. Самостоятельную карьеру начал в Глазго на локомотивном заводе Нельсона. В 1851 году получил должность локомотивного суперинтенданта дороги Caledonian & Dumbartonshire Junction Railway, впоследствии вошедшей в сеть North British Railway. В 1853 году был назначен локомотивным суперинтендантом Glasgow & South Western Railway (G&SWR), где проработал до 1866 года. За это время Стирлинг построил новый завод в Килманроке, где спроектировал паровозы типа 1-1-1, 0-2-1 и 0-3-0. Отличительной особенностью конструкций Стирлинга было отсутствие парового колпака.
В 1865 году Стирлинг предложил услуги компании Great Northern Railway (GNR), куда его пригласил двоюродный брат Арчи Старрок, собиравшийся подать в отставку. В ответ G&SWR предложила значительное повышение оплаты, но Стирлинг отказался, за что был смещён с должности с назначением на неё его брата Джеймса. Патрик Стирлинг перешёл в GNR в 1866 и через 10 месяцев занял должность локомотивного суперинтенданта.
GNR конкурировала с двумя крупными железнодорожными компаниями: London and North Western Railway (LNWR) и Midland Railway (MR) — в перевозках из Англии в Шотландию. Для работы на этом маршруте, с учётом относительно больших уклонов на участке от Лондона до Йорка, Стирлинг разработал паровоз Stirling Single типа 2-1-1, имевший одно ведущее колесо большого диаметра (2,5 м). Было выпущено три серии этих паровозов, отличавшиеся изменениями в конструкции и имевшие разные характеристики. Последняя модификация позволила им в период с 1888 по 1895 год установить несколько рекордов скорости, в том числе рекорд средней скорости 60 миль в час (97 км/ч) со 100-тонной нагрузкой на 170-километровом маршруте в 1895 году.
Стирлинг заслужил уважение коллег, и в 1890 году, к 70-летию конструктора, в Донкастере был открыт посвящённый ему фонтан.
В ноябре 1895 года Патрик Стирлинг ушёл в отставку. Через 10 дней он скончался. В похроронной процессии, проходившей под проливным дождём, участвовало 3000 железнодорожников.

## Семья
- Отец — Роберт Стирлинг (1790—1878), изобретатель двигателя Стирлинга[1].
- Брат — Джеймс Стирлинг (1835—1917), локомотивный суперинтендант Glasgow and South Western Railway и South Eastern Railway[3].
- Сыновья:
  - Мэтью Стирлинг (1856—1931), главный механик Hull & Barnsley Railway[1].
  - Патрик Стирлинг (1862 − 1925), футболист клуба «Донкастер Роверс», мэр Донкастера[4].